# Michael Simms
Michael Simms, właściwie Michael Eddie Sims Junior, (ur. 26 lipca 1974 roku) – amerykański bokser wagi junior ciężkiej.

## Kariera amatorska
Michael Simms jako amatorski bokser zdobył tytuł mistrza Stanów Zjednoczonych w kategorii pół ciężkiej. Zwyciężył także w jednym ze znanych turniejów Golden Gloves. Jego największym sukcesem podczas amatorskiej kariery, było zdobycie tytułu Mistrza Świata w 1999 roku. W drodze do finału pokonał Davida Haye'a (8-2), Humberto Savigne'a (5-1) oraz Ali Ismaiłowa (7-5). W walce o złoto, zwyciężył Johna Doviego (3-3, 33-26).

## Kariera zawodowa
19 sierpnia 2000 r. Michael Simms stoczył swój pierwszy zawodowy pojedynek. Po czterech rundach, pokonał decyzją większości, Jesusa Mayorgę, stosunkiem dwukrotnie 40:36 oraz 38:38.
25 czerwca 2004 Simms pierwszy raz w zawodowej karierze walczył o pas. Po dwunastu rundach uległ decyzją większości Felixowi Corze Juniorowi. Stawką pojedynku był wakujący pas USBA.
19 sierpnia 2005 Michael Simms przegrał jednogłośnie na punkty, 8 rundową walkę, z Olą Afolabi. 
17 grudnia 2005 Simms na gali w Berlinie, uległ Marco Huckowi. Sędziowie po 8 rundach, orzekli jednogłośnie zwycięstwo Bośniaka z niemieckim paszportem.
25 października 2008 Amerykanin po wyrównanym pojedynku, przegrał decyzją większości, z Kubańczykiem Yoanem Pablo Hernándezem, stosunkiem 76:77, 74:77 i 76:76. W siódmej rundzie rywal Simmsa zaliczył nokdaun po otrzymaniu prawego sierpowego.
4 lutego 2012 Simms zmierzył się z Polakiem Mateuszem Masternakiem. Amerykanin przegrał przez techniczny nokaut w czwartej rundzie.